# Kamendol
Kamendol (em cirílico:Камендол) é uma vila da Sérvia localizada no município de Grocka, pertencente ao distrito de Belgrado, na região de Šumadija. Possuía uma população de 973 habitantes segundo o censo de 2009.

## Demografia
| 1948  | 1953  | 1961  | 1971  | 1981  | 1991  | 2002  |
| ----- | ----- | ----- | ----- | ----- | ----- | ----- |
| 1 563 | 1 619 | 1 627 | 1 486 | 1 343 | 1 372 | 1 067 |